# Památník na vichřici
Památník na vichřici ve Vysokých Tatrách je postaven v katastrálním území osady Nový Smokovec, město Vysoké Tatry.

## Historie
Památník stojí na tomto místě od roku 2005 a byl předán do užívání veřejnosti, při vzpomínce na 1. výročí ničivé vichřice. Má připomínat vichřici z večera 19. listopadu 2004, která dosahovala rychlosti kolem 160 km za hodinu, a určitě se navždy zapíše do historie Vysokých Tater. V délce 50 až 60 kilometrů od Podbanského v Liptově až po Tatranskou Lomnici na Spiši vyvrátila na ploše dvanáct až třináct tisíc hektarů 2,5 až 3 miliony kubických metrů dřevní hmoty v šířce 2,5 až pět kilometrů.

## Popis
Památník má tvar kruhu, v jehož středu stojí kovový strom. Jeho větve jsou pospojovány ocelovými dráty. Na severním okraji tohoto prostranství, oproti kovovému stromu, jsou na žulových deskách ve dvou řadách umístěny pamětní tabulky dárců. Desky svou různou výškou připomínají vrcholky Vysokých Tater. Po obvodu kruhu, v jeho jižní části, jsou nainstalovány lavičky. Celý areál památníku je v noci osvětlený.

## Přístupová cesta
Ze železniční stanice Starý Smokovec se k památníku dostaneme chodníkem, který vede ke stanici lanovky na Hrebienok. Je jasně viditelný na levé straně chodníku, před bývalým Domem služeb. Cesta k němu trvá asi 2 minuty chůze.